# Raclette

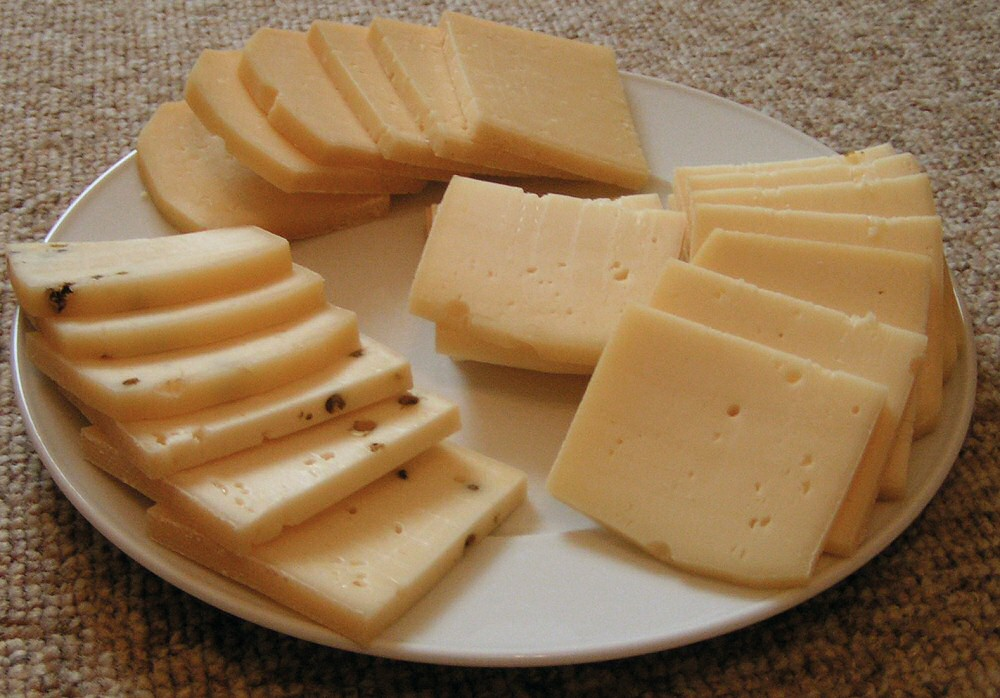
Raclettekäse in Scheiben geschnitten

Das oder die Raclette (walliserdeutsch ds (sächlich)  Ragglett , französisch la (weiblich) raclette) ist sowohl der Name eines beliebten Kuhmilchkäses als auch der Name eines bekannten warmen Gerichts. Dieses entsteht wie das Käsefondue durch das langsame Schmelzen von Käse.

## Namenskunde
Der Name «Raclette» stammt vom Frankoprovenzalisch Walliser Dialektwort (Patois) racler, das schaben heisst, da die an der Feuerglut gegrillte und geräucherte obere Schicht des halben Käselaibs mit einem Messer auf einen Teller oder ein Stück Brot abgeschabt wurde. Mit ihm wurde ab 1874 im Schweizer Kanton Wallis offiziell der entsprechende Käse benannt. Im Jahr 1909 wurde Raclette anlässlich der kantonalen Gewerbe-Ausstellung (Exposition cantonale industrielle) der Walliser Kantonshauptstadt Sitten als «nationales Walliser Gericht» einer grösseren Öffentlichkeit bekannt.

## Ursprung
Erste Hinweise auf einen Vorläufer des späteren Raclette du Valais stammen aus dem vierten vorchristlichen Jahrhundert. Die von Historikern in Walliser Quellen vom Ende des Mittelalters identifizierten Käsesorten sind als Vorformen des Walliser Raclettes zu sehen. Im Jahre 1291 berichteten mittelalterliche Klosterhandschriften aus den Kantonen Obwalden und Nidwalden von einem Bratkäse namens Bratchäs als einer besonders nahrhaften Speise der Alphirten.
Die ältesten noch erhaltenen Dokumente, die Käseschmelzen im Wallis beschreiben, gehen auf das Jahr 1574 zurück.
Der geschmolzene Käse wurde in der ursprünglichen Variante mit Salz und Pfeffer gewürzt und mitunter mit gekochten Kartoffeln, welche seit dem späten achtzehnten Jahrhundert in der Schweiz landwirtschaftlich angebaut wurden, kombiniert.

## Raclettekäse
Die Bezeichnung «Raclette» für sich ist nicht geschützt. Deshalb wird sie heute auch für Käse verwendet, der über die Walliser Kantonsgrenzen hinaus auch in Teilen der übrigen Schweiz, in Frankreich, Österreich, Deutschland, Finnland und den USA hergestellt wird. Von den über 14'000 Tonnen Raclette, die 2010 in der Schweiz pro Jahr hergestellt wurden, kamen rund 2'000 Tonnen aus dem Kanton Wallis.

### Walliser Raclette
Walliser Raclette (französisch Raclette du Valais) ist eine geschützte Ursprungsbezeichnung (GUB, französisch appellation d’origine protégée, AOP). Der Käse wird aus Rohmilch ausschliesslich im Kanton Wallis hergestellt, mit Ausnahme der Alp Spittelmatten auf dem Gebiet der Gemeinde Kandersteg im Kanton Bern. Der Fettgehalt des Käses liegt bei mindestens 50 % Fett i. Tr. (Maximalgehalt 549 g/kg Fett i. T.). Die Reifungsdauer des Walliser Raclettes beträgt mindestens drei Monate.
Zu den bekanntesten Walliser Produktionsorten zählen das Goms, Bagnes und Orsières.
Echter Raclettekäse schmeckt würzig-mild, ohne ausgeprägte Schärfe. Walliser Raclette ist im Geschmack viel intensiver als industriell hergestellter Raclettekäse.

### Schweizer Raclettekäse

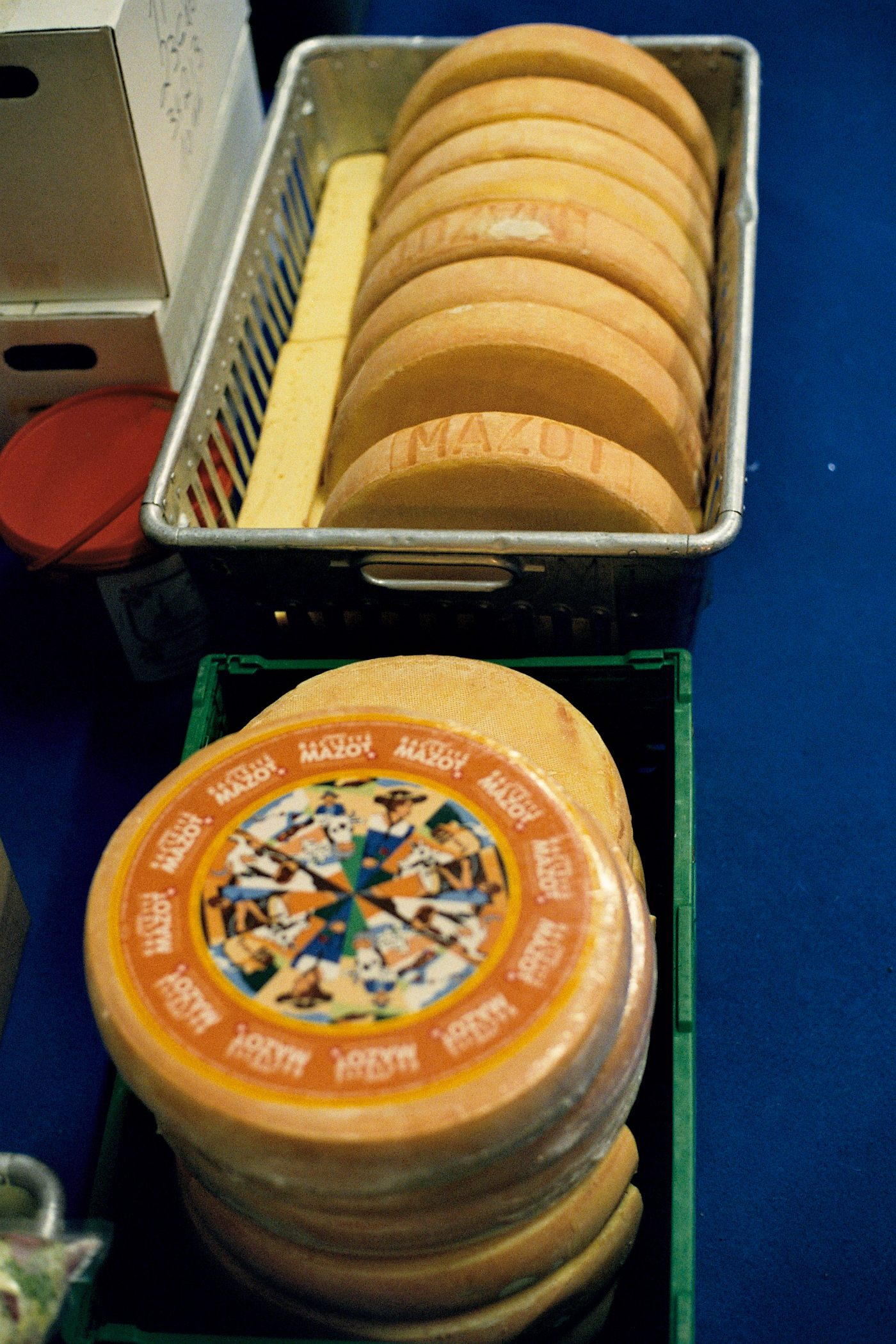
Raclettelaibe eines Freiburger Herstellers. Gut erkennbar ist die Einprägung des Markennamens auf der Järbseite

In anderen Teilen der Schweiz produzierter, nicht zertifizierte Käse, für dessen Herstellung oft auch pasteurisierte oder thermisierte Milch genutzt wird, nennt sich Schweizer Raclettekäse. Zwecks Dicklegung kommen hierfür neben Labenzymen vermehrt thermophile Säuerungskulturen zum Einsatz. Der Fettgehalt liegt zwischen 46 und 54,9 % Fett i. Tr. Üblicherweise prägt der Hersteller seinen Namen oder jenen der Käseregion auf der Järbseite ein.
Im Jahr 2021 lag die Produktionsmenge bei 17.951 Tonnen, was einer Steigerung von etwa einem Drittel gegenüber 2007 entspricht. In der Schweiz ging der Konsum im Jahr 2021 um knapp vier Prozent zurück, während die Produktion weiter steigt, da immer mehr Schweizer Raclettekäse exportiert wird. Zu den grössten Abnehmerländern zählen Deutschland, Frankreich und die Beneluxländer. Der dynamischste Abnehmer mit einem Plus von 54 Prozent (im Vergleich zum Vorjahr) sind die USA.

### Raclette de Savoie
Raclette de Savoie ist seit 2017 ein Produkt mit geschützter geografischer Angabe. Die Herstellung beschränkt sich auf die Départements Savoie und Haute-Savoie und einigen Gemeinden der Departements Ain und Isère in Frankreich. Er wird aus thermisierter Rohmilch hergestellt und ist ein Weichkäse. Die Kühe werden mit mindestens 50 % Raufutter, das nur im Herkunftsgebiet angebaut werden darf, gefüttert. Grobfutter darf im Jahresschnitt nur zu etwa zehn Prozent verfüttert werden.

### Eigenschaften
Raclette ist ein leichtschmelzender Käse. Er wird sowohl in flachen runden Laiben von 29–32 cm Durchmesser mit gerader, nicht konkaver Järbseite, regelmässiger Höhe von 6–7,5 cm und einem Gewicht von 4,6–5,4 kg als auch in flachen rechteckigen Laiben von 25–40 cm Durchmesser, 6–7,5 cm Höhe und einem Gewicht zwischen 3,5 und 7,5 kg hergestellt. Der Teig ist elfenbeinfarben, weich, schneidbar und hat keine oder nur wenige, kleine Löcher (2–3 mm im Durchmesser). Die Rinde ist trocken und weisslich oder sie wird geschmiert und ist dann gelblich bis rötlich. Sie kann mitverzehrt werden, wenn der Laib ohne Konservierungsstoffe hergestellt wurde. Wegen der vorgesehenen Verwendung zum Grillen wird angestrebt, dass Raclette möglichst gleichmässig und ohne Fettaustritt schmilzt, wodurch er sich auch für Käsefondue und zu Käsegerichten empfiehlt. Darüber hinaus lässt er sich auch auf Käseplatten, zum Dessert oder als Zwischenmahlzeit essen.

### Herstellung
Die Dicklegungszeit beträgt ca. 30 Minuten bei 30–33 °C. Der Käsebruch wird auf Weizenkorngrösse gebracht, nachgewärmt und gerührt, dann zu Laiben gepresst und währenddessen mehrfach gewendet. Es ist wichtig, dass die Laibe während des Pressens nicht zu stark abkühlen, weswegen sie traditionell mit Tüchern bedeckt werden. Anschliessend bekommen sie ein Salzbad, teilweise mit, teilweise ohne Nachsalzen, und werden mehrere Monate gelagert. Werden sie geschmiert, so beginnt man damit früh und wiederholt es während der Reifezeit regelmässig, wobei die Käselaibe laufend gewendet werden.

### Käsevarianten
Als Auswahlkriterium für Käsesorten, die sich für Raclette eignen, wird bei Rezepten mitunter eine Angabe zum Fettgehalt gemacht, der 45 Prozent nicht unterschreiten sollte.
- Junger oder mittelalter Gouda und Butterkäse haben gute Schmelzeigenschaften, sind geschmacklich aber nicht so kräftig wie Raclettekäse.[5][8]
- Weitere, für Raclette geeignete Käsesorten sind Reblochon, Bergkäse, Tilsiter, Mozzarella, Camembert und Gorgonzola.[8]
- Es gibt mittlerweile auch Raclettekäse, die mit Knoblauch, Pfeffer, Trüffel oder Paprika oder aus Ziegenmilch hergestellt werden.
- Seit 2017 wird im Kanton Wallis ein Raclettekäse aus Kuh-, Schaf- und Ziegenmilch hergestellt, der den Namen Trifolait trägt.[14]

Mit Reblochon aus dem Département Haute-Savoie hergestelltes Raclette wird auch als Reblochonade (französisch Reblochade) bezeichnet.

## Raclettegericht

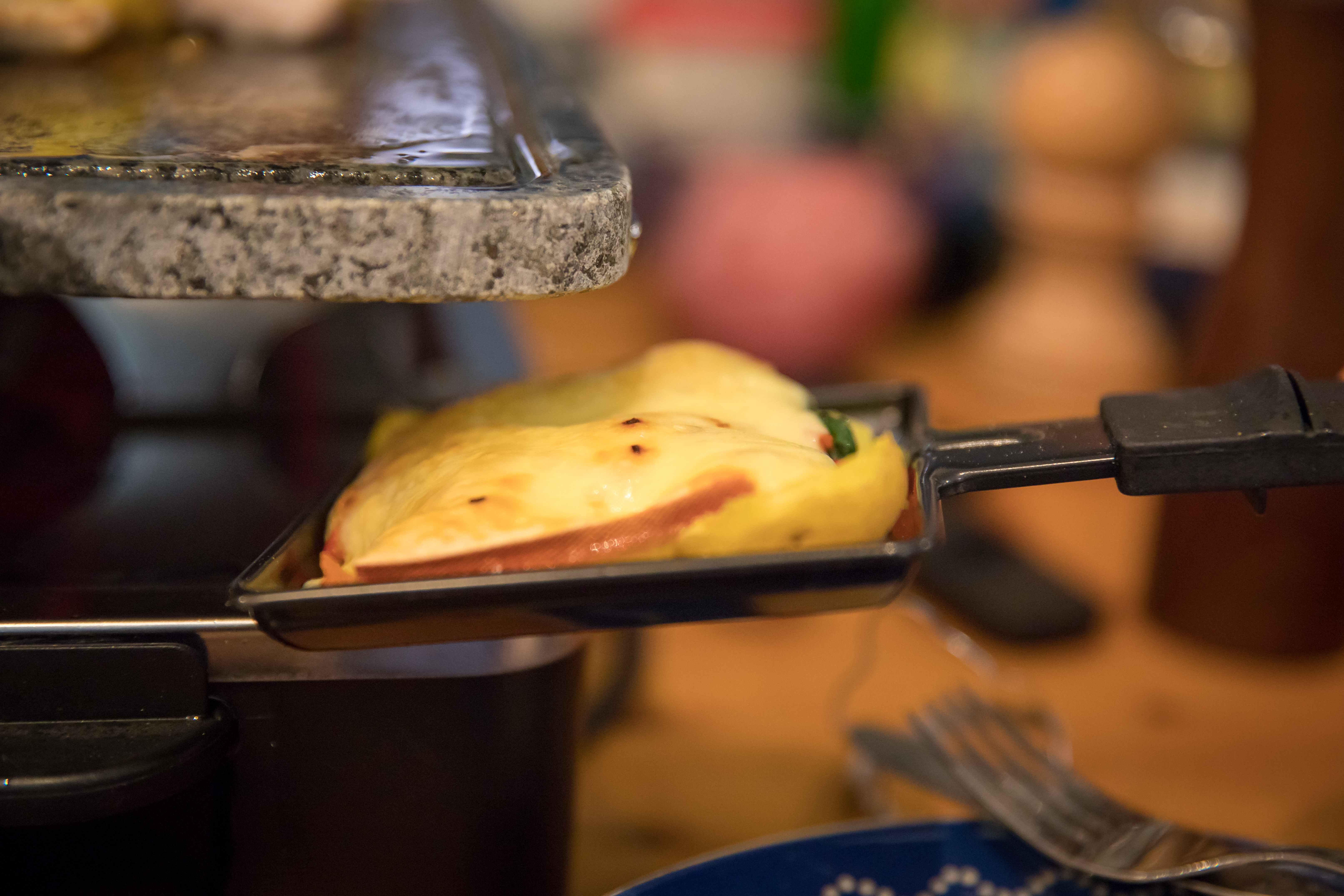
Raclettepfännchen in Nahaufnahme

Im deutschsprachigen Raum hat die Zubereitung von Raclette insbesondere im Winter, beispielsweise zu Silvester, Tradition.

### Zubereitung
Für die Zubereitung von Raclette wird ein passendes Raclettegerät in Form eines Ofens mit Pfännchen und Schabern auf dem Esstisch platziert.
Der Raclettekäse wird in Scheiben oder geschabt mit vorportionierten Zutaten kombiniert, zu denen Pellkartoffeln, Speck, geschnittenes Gemüse sowie Fleisch- oder Fischstücke und Garnelen zählen. Neben Kartoffeln sind unterschiedliche Gemüse beliebt, beispielsweise Paprika, Pilze oder Zucchini, sowie Cocktailtomaten, Gewürzgurken, Silberzwiebeln und Mais.
Da sich alle Beteiligten ihre Zutaten bei der Zubereitung von Raclette selbst zusammenstellen, sind auch vegetarische Varianten problemlos möglich.
Eine weitere Möglichkeit besteht darin, süsse Zutaten mit anzubieten, wobei zum Beispiel klein geschnittenes Obst (wie Bananen oder Äpfel) mit Nüssen, Nougatcreme oder Camembert überbacken werden kann.

### Besonderheiten der Walliser Raclettetradition

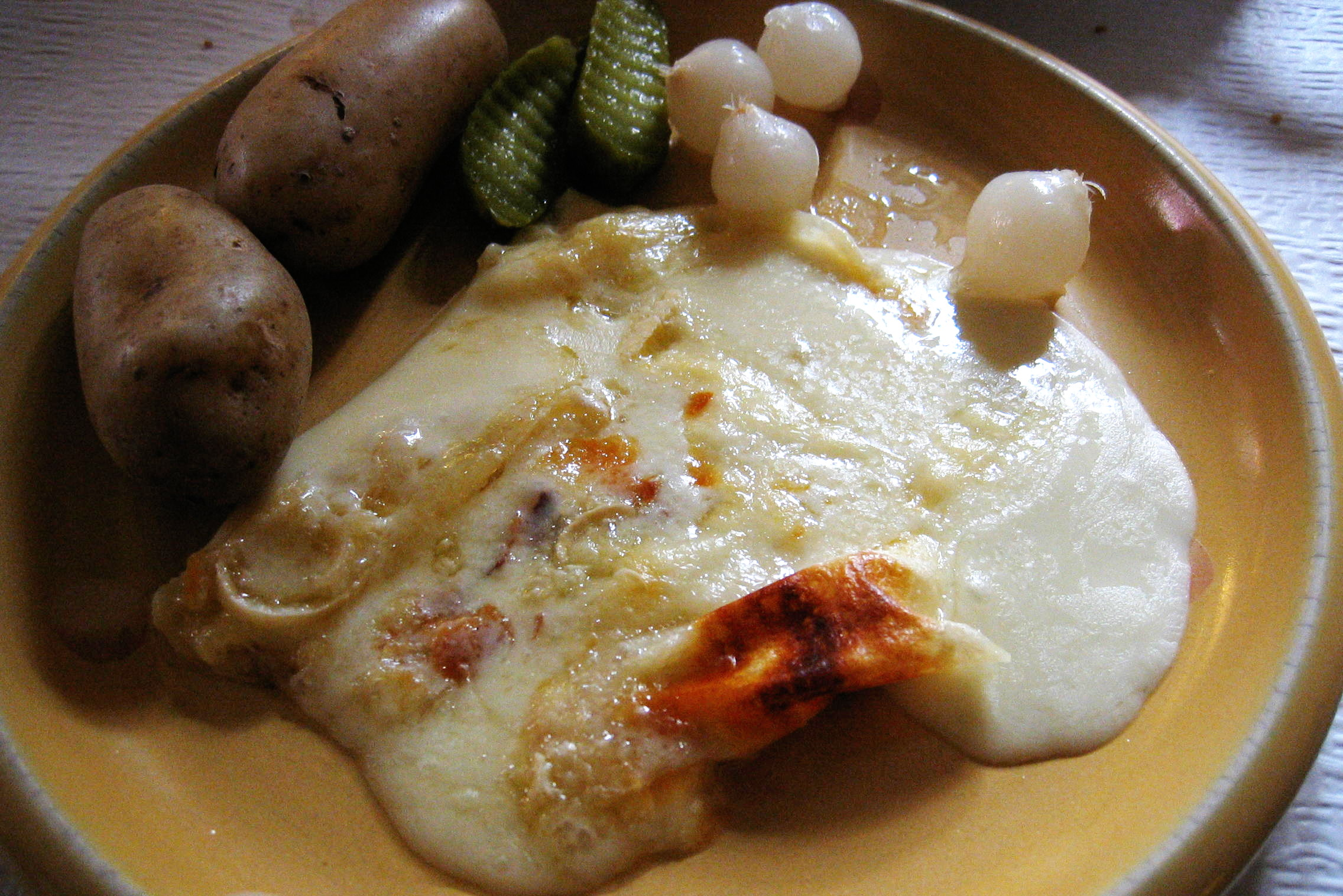
Portion Walliser Raclette

Nach urtypischer Walliser Art wird ein halber Laib von einem Raclettekäse so nahe ans Feuer gelegt, dass dieser langsam zu schmelzen beginnt. Dabei wird der Käse nicht nur geschmolzen, sondern gleichzeitig geräuchert und gegrillt. Daraus entsteht der typische Geschmack des am Feuer zubereiteten Raclettes. Der Raclettekoch bzw. die Racletteköchin ist meist gleichzeitig für das Feuer verantwortlich. Das Feuer wird in einen hinteren Feuerteil und einen vorderen Glutteil geordnet. Vor dem Glutteil liegt ein Brett, und darauf die zwei Hälften des Käse-Laibes mit der Schnittfläche zur Glut. So kann immer ein Käse schmelzen, während vom anderen mit dem Messerrücken eine Portion Raclette auf einen Teller abgeschabt wird. Wesentliches Element – neben dem kulinarischen Genuss – ist die Geselligkeit in der Gruppe am offenen Kamin oder am Lagerfeuer. Ein klassischer Racletteabend kann mehrere Stunden dauern. Beim eigentlichen Essen wird immer eine Portion nach der anderen ausgegeben, und jeder Gast kann mehrere Portionen bekommen.

## Unterschiedliche Raclettegeräte

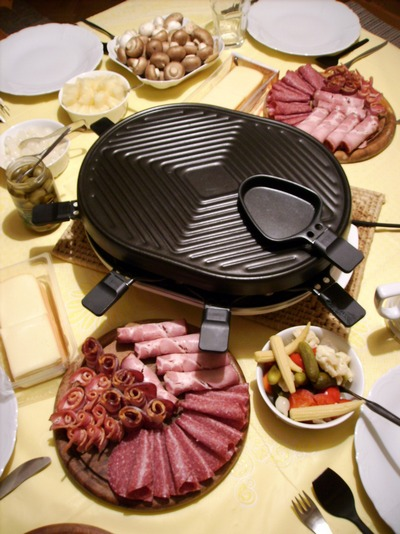
Racletteofen mit Beilagen

### Öfen für Käsehälften
Mittlerweile wird Raclette nicht mehr, wie früher üblich, am offenen Feuer gemacht, sondern meist auf speziell dafür gebauten Tischöfen (Racletteöfen) zubereitet. Diese klassischen Elektro-Tischöfen bestehen hauptsächlich aus einer Heizspirale in einem horizontalen oder geneigten Gehäuse, einer Käsehalterung und einer Vorrichtung zur Höhenregulierung. Der Raclettekäse wird in die Halterung eingespannt und unter die Heizspirale geführt. Dann wird gewartet, bis die oberste Schicht zu schmelzen beginnt. Idealerweise sollte die Käseschicht leicht angebräunt werden. Anschliessend wird der Käse von der Heizquelle entfernt, gekippt und «raclettiert», das heisst mit einem entsprechenden Spachtel, dem Raclettemesser, auf einen Teller geschabt.

### Öfen für Käsescheiben
Seit den 1980er Jahren gibt es Tischgeräte, auf denen vorgeschnittene Scheiben von Raclettekäse geschmolzen werden. Dazu ist in einem runden, viereckigen oder ovalen Gestell oben eine waagrechte Heizspirale montiert. Darunter können mehrere kleine Pfännchen eingeschoben und individuell mit Käse belegt werden. Oberhalb der Heizspirale befindet sich meist eine Abdeckung aus Stein oder Metall, um vor direkter Berührung der heissen Spirale zu schützen und die Wärme im Gerät zu halten.
Die Einsatzgebiete dieser Geräte gehen über Raclette hinaus, sie lassen sich ebenso zum Braten, z. B. von Fleisch, Gemüse oder Spiegeleiern verwenden, als auch zur Zubereitung von Crêpes. Die Pfännchen können ausserdem dazu benutzt werden, Gemüse und andere Beilagen mit dem Käse zu gratinieren.
Die bei starkem Erhitzen aus einer Teflonbeschichtung entweichenden Gase können im Zimmer für Vögel (im Gegensatz zu Säugetieren) tödlich sein.

### Raclettesteine
Bei Raclettesteinen besteht die Möglichkeit, sie entweder auf dem Raclettegerät oder im Backofen zu erhitzen und den heissen Stein anschliessend bereits heiss auf das Pfännchen-Gerät zu legen. Um die Gefahr von Brüchen und Rissen bei Raclettesteinen zu minimieren, sollten plötzliche Temperaturschwankungen vermieden werden, z. B. indem der Ofen nicht vorgeheizt wird, sondern zeitgleich mit dem Stein erwärmt wird. Da Stein ein Naturprodukt ist, sind Verfärbungen, die durch die Nutzung entstehen, normal und beeinträchtigen die Funktion nicht.